# Stepanivka, Velîka Bahacika
Stepanivka (în ucraineană Степанівка) este localitatea de reședință a comunei Stepanivka din raionul Velîka Bahacika, regiunea Poltava, Ucraina.

## Demografie
Componența lingvistică a localității Stepanivka
     Ucraineană (98,17%)
     Rusă (1,83%)
Conform recensământului din 2001, majoritatea populației localității Stepanivka era vorbitoare de ucraineană (98,17%), existând în minoritate și vorbitori de rusă (1,83%).